# Order Złotej Ostrogi
Order Złotej Ostrogi (łac. Ordo Militia Aurata, wł. Ordine dello Speron d'Oro) – jednoklasowy, drugi w kolejności order papieski.
Nie jest znana data jego ustanowienia, a pierwszy dokument nadania pochodzi  z 1539. Nadawany był w latach 1559–1815 wraz z tytułem palatini przez papieża wspólnie z cesarzem, w 1841 został połączony z Orderem Świętego Sylwestra przez Grzegorza XVI i odtąd nadawany jako odznaczenie wyłącznie papieskie. Został przywrócony przez Piusa X w 1905 jako osobne odznaczenie wieszane na komandorskiej wstędze, a od 1932 na łańcuchu, w obu przypadkach wraz z gwiazdą. Od 1966 może być nadawany wyłącznie chrześcijańskim głowom państw.
Dewizą orderu jest „praemium virtuti pietali” („nagroda cnoty pobożności”).

## Odznaczeni
Wśród odznaczonych są m.in.:
- Wolfgang Amadeus Mozart, austriacki kompozytor,
- Antonio Canova, włoski rzeźbiarz,
- Gaetano Donizetti, włoski kompozytor[1],
- Christoph Willibald Gluck, niemiecki kompozytor,
- Wincenty Kiszka-Zgierski, polski dramaturg[4],
- Franciszek Paprocki, polski geograf[4],
- Alojzy Osiński, polski filolog[4],
- 1682 – Jerzy Siemiginowski-Eleuter, polski malarz[5],
- 1836 – Jan Ksawery Kaniewski, polski malarz[6],

po 1905:
- 1927 – Fouad I, król Egiptu,
- 1928 – Amanullah, król Afganistanu,
- 1931 – Ahmad Pasza, bej Tunezji,
- 1932 – Benito Mussolini, premier Włoch,
- 1936 – Miklós Horthy, regent Węgier,
- 1939 – Piotr II Karadziordziewić, król Jugosławii,
- 1948 – Mohammed Reza Pahlawi, cesarz Iranu,
- 1948 – Luigi Einaudi, prezydent Włoch,
- 1957 – Theodor Heuss, prezydent Niemiec,
- 1959 – Paweł I Grecki, król Grecji,
- 1962 – Antonio Segni, prezydent Włoch,
- 1963 – Konrad Adenauer, kanclerz Niemiec,
- 1964 – Fryderyk IX, król Danii,
- 1964 – Husajn I, król Jordanii

Ostatnim żyjącym kawalerem orderu był Jan, wielki książę Luksemburga, odznaczony w 1965 (zm. 23 kwietnia 2019).